# دانیلیوکا (شهرداری یالتا)
دانیلیوکا (به لاتین: Danylivka) یک منطقهٔ مسکونی در اوکراین است که در شهرداری یالتا واقع شده‌است. دانیلیوکا ۴۵۴ نفر جمعیت دارد و ۱۳۴ متر بالاتر از سطح دریا واقع شده‌است.